# Trianon-Pavillon de Flore (Liège)
Pour les articles homonymes, voir Trianon (homonymie).
 (août 2021).
La mise en forme du texte ne suit pas les recommandations de Wikipédia : il faut le « wikifier ».
Les points d'amélioration suivants sont les cas les plus fréquents. Le détail des points à revoir est peut-être précisé sur la page de discussion.
- Les titres sont pré-formatés par le logiciel. Ils ne sont ni en capitales, ni en gras.
- Le texte ne doit pas être écrit en capitales (les noms de famille non plus), ni en gras, ni en italique, ni en « petit »…
- Le gras n'est utilisé que pour surligner le titre de l'article dans l'introduction, une seule fois.
- L'italique est rarement utilisé : mots en langue étrangère, titres d'œuvres, noms de bateaux, etc.
- Les citations ne sont pas en italique mais en corps de texte normal. Elles sont entourées par des guillemets français : « et ».
- Les listes à puces sont à éviter, des paragraphes rédigés étant largement préférés. Les tableaux sont à réserver à la présentation de données structurées (résultats, etc.).
- Les appels de note de bas de page (petits chiffres en exposant, introduits par l'outil «  Source ») sont à placer entre la fin de phrase et le point final[comme ça].
- Les liens internes (vers d'autres articles de Wikipédia) sont à choisir avec parcimonie. Créez des liens vers des articles approfondissant le sujet. Les termes génériques sans rapport avec le sujet sont à éviter, ainsi que les répétitions de liens vers un même terme.
- Les liens externes sont à placer uniquement dans une section « Liens externes », à la fin de l'article. Ces liens sont à choisir avec parcimonie suivant les règles définies. Si un lien sert de source à l'article, son insertion dans le texte est à faire par les notes de bas de page.
- La présentation des références doit suivre les conventions bibliographiques. Il est recommandé d'utiliser les modèles {{Ouvrage}}, {{Chapitre}}, {{Article}}, {{Lien web}} et/ou {{Bibliographie}}. Le mode d'édition visuel peut mettre en forme automatiquement les références.
- Insérer une infobox (cadre d'informations à droite) n'est pas obligatoire pour parachever la mise en page.

Pour une aide détaillée, merci de consulter Aide:Wikification.
Si vous pensez que ces points ont été résolus, vous pouvez retirer ce bandeau et améliorer la mise en forme d'un autre article.
 (août 2021).
Si vous disposez d'ouvrages ou d'articles de référence ou si vous connaissez des sites web de qualité traitant du thème abordé ici, merci de compléter l'article en donnant les références utiles à sa vérifiabilité et en les liant à la section « Notes et références ».
Le Pavillon de Flore, surnommé Bonbonnière de la rue Surlet, est un théâtre situé en plein cœur du quartier d'Outremeuse de Liège, au no 20 de la rue Surlet.
Depuis 1976, il accueille le Théâtre communal wallon du Trianon, autrefois situé sur le boulevard de la Sauvenière.

## Histoire du premier Pavillon de Flore
Inauguré en 1864 dans l'annexe d'un horticulteur, d'où son nom, cette salle très populaire de la rue Surlet avait autrefois une réputation sulfureuse. Jean-Baptiste Clément, fuyant la police de Napoléon III, y a monté la revue qui permit aux Liégeois, avant Paris, de découvrir la Commune de Paris.
Théâtre des genres les plus variés, on y monte des pièces en wallon, en français, en passant par la revue et la chanson française.
Le petit orchestre du Pavillon de Flore était formé de quelques musiciens dont certains deviendront célèbres comme César Thomson, Ovide Musin, les hautboïstes Guillaume Guidé et Sylvain Dupuis, ou encore Eugène Ysaÿe qui y jouera sous la direction de son père Nicolas.
Yvette Guilbert y fera ses premiers pas et Aristide Bruant s’y illustrera également.
En 1929, le théâtre ne survit pas à la concurrence des autres théâtres liégeois et est transformé en salle de cinéma, le Crosly O-M (pour Outremeuse).

## Histoire du Théâtre wallon et du premier Théâtre du Trianon
Un premier théâtre wallon fut créé par Victor Raskin à Liège en 1890. Il naît à la suite du succès de la pièce d'Édouard Remouchamps : Tåtî l' pèriquî.
Dès le début du XXe siècle, des Wallons militent pour la création d'une scène officielle dialectale wallonne. Un Théâtre communal wallon est créé dès 1903 à Liège. Il se produit sur plusieurs scènes privées de la ville, louées pour l'occasion, comme le Casino Grétry ou le Pavillon de Flore.
Le Théâtre s'installe bientôt à la salle de la Renaissance. Mais, durant la Première Guerre mondiale, plusieurs acteurs doivent quitter le territoire et le théâtre est suspendu. C'est la troupe du Trocadéro de Liège qui reprend la salle en 1916.
Après la guerre, face aux difficultés financières de la Ville de Liège, le théâtre en wallon ne vit que grâce à des initiatives de troupes privées ou constituée d'amateurs.
Le théâtre du Trianon, quant à lui installé boulevard de la Sauvenière, vogue en plein succès. Ce sont les opérettes françaises et les revues qui font sa réputation.
En 1926, un nouveau comité pour la création d'une scène officielle wallonne parvient à faire renaître un théâtre exclusivement wallon. Cette fois, c'est au cœur du théâtre du Trianon, pris à bail pour vingt ans, que le Théâtre wallon s'installe. Il prend dès lors l'appellation de Théâtre wallon du Trianon.
Le théâtre, dès lors, ne présente plus que des pièces en wallon. Elle aborde tous les styles, de la comédie dramatique à l'opérette. La troupe contribue souvent à asseoir la réputation de dramaturges dialectaux et met au jour de nombreux talents, via les concours d'écriture que la Société d'encouragement à l'Art wallon, asbl gérante du Théâtre communal wallon du Trianon, organise régulièrement.
Le succès et les bénéfices engrangés par le Trianon encouragent la ville de Liège à reconnaitre officiellement le théâtre en sa séance du 13 juillet 1929.
Le Théâtre poursuit son existence bon an mal an, même durant la Seconde Guerre mondiale, jusqu'au 6 janvier 1944, jour où des personnes favorables à l'occupant nazi mirent le feu au Trianon, détruisant décors, scène, salle et archives. Malgré quelques tentatives de déménagement, les représentations sont suspendues faute d'électricité et le personnel, par manque de rentrée d'argent, doit congédier l'ensemble du personnel.
Il faut attendre 1948 pour que le théâtre rouvre, dans un cadre modernisé et plus confortable. Dès lors, une nouvelle période glorieuse s'ouvre pour le théâtre wallon du Trianon, sous la direction de Eddy Lantin. Des auteurs maisons créent des pièces sur mesure et les représentations affichent souvent complet.

## Histoire du Théâtre wallon du Trianon - Pavillon de Flore
En 1976, c'est une époque de grands bouleversements immobiliers à Liège. Le théâtre du Gymnase avait déjà été contraint de quitter les degrés Saint-Pierre, près de la place Saint-Lambert, pour migrer vers une salle provisoire place de l'Yser, en 1974.
Le Trianon ne connaît pas un meilleur sort et est exproprié pour raisons d'aménagements urbains.
De son côté, le Pavillon de Flore, devenue cinéma Crosly O-M, avait fermé de nouveau ses portes. C'est ainsi que les autorités choisissent de déplacer le Théâtre wallon du Trianon au Pavillon de Flore, rue Surlet. Des travaux d'aménagement rapides permettent de retransformer la salle de cinéma en salle de spectacle, mais le bâtiment présente, encore aujourd'hui, de nombreux défauts liés à ce réaménagement trop rapide.
Bientôt, les statuts de la Société furent modifiés, de sorte que les missions de la Société d'encouragement dépassent le cadre strictement théâtral : encouragement du wallon à l'école, développement de la littérature wallonne, soutien aux écoles d'art dramatique, promotion d'artistes.
Dès 1987, le Conseil d'administration décide de faire naître un Centre culturel wallon qui, aux côtés du Théâtre, aura la charge de remplir les missions de diffusion, d'information, de formation et d'animation de la Société d'encouragement à l'Art wallon. C'est ainsi que dès 1989, les cabarets wallons sont relancés, des conférences sont mises en place, des expositions temporaires, des stages, et d'autres types d'événements. Dès 1991, l'association « Les Amis du Trianon » apporte un soutien efficace, tant en renforts humains qu'en moyens financiers.
Et, aujourd'hui[Quand ?] encore, le Trianon accueille la plupart des grandes manifestations théâtrales wallonnes : Finale du Grand Prix du Roi Albert, finale des Rencontres provinciales de théâtre amateur, Gala wallon de la Province de Liège, captations des pièces de théâtre diffusées dans Wallons, nous ! (wa), l'émission dialectale de la RTBF.
Finalement[Quand ?], le Théâtre du Trianon - Pavillon de Flore est devenu le temple du wallon à Liège.